# بيتر رايدتس
بيتر رايدتس (1 نوفمبر 1948 - 27 فبراير 2021) كان أحد رواد العصور الوسطى الهولنديين، واشتهر بكتاب "اكتشاف العصور الوسطى"، والذي استغرق ثماني سنوات لكتابته.

## السيرة الشخصية
ولد بيتر ريدتس ونشأ في هيرلين في عائلة كاثوليكية. في سن الثامنة عشر أصبح عضوًا في جمعية يسوع. درس اللاهوت في أمستردام والتاريخ في جامعة أوتريخت. حصل على الدكتوراه من جامعة أكسفورد تحت إشراف ريتشارد ساوثرن بأطروحة عن ريتشارد روفوس من كورنوال. في عام 1984 بدأ رايدتس إلقاء محاضرات حول تاريخ الكنيسة في جامعة أوتريخت الكاثوليكية. عمل أيضًا في جامعة ليدن قبل أن يتم تعيينه أستاذًا في جامعة رادبود في نيميغن حتى تقاعد في عام 2013، لكنه استمر في تقديم الاستشارات التاريخية لمتحف في أوتريخت حيث توفي.